# Schnuppertauchen
Schnuppertauchen bezeichnet einen oder mehrere Tauchgänge, bei welchen Nichttaucher das Gerätetauchen unter der Führung eines Tauchlehrers erleben können. Das Schnuppertauchen soll Interessierten ermöglichen, durch praktische Erfahrung herauszufinden, ob der Tauchsport etwas für sie wäre, und dient der Akquirierung von neuer Kundschaft für den Tauchlehrer oder die Tauchschule. Im Gegensatz zur Absolvierung einer ganzen Grundtauchausbildung ist das Schnuppertauchen viel weniger zeit- und kostenintensiv.

## Ablauf eines Schnuppertauchens

Übersicht über das PADI-Ausbildungssystem

Die Teilnehmer lesen normalerweise zuerst Vereinbarungen durch und unterzeichnen diese, um alle rechtlichen Fragen zu regeln. Vor dem Tauchgang selbst vermittelt der leitende Tauchlehrer alle nötigen theoretischen Kenntnisse, damit die – nicht für das Tauchen ausgebildeten – Teilnehmer ohne Gefahr am Schnuppertauchen teilnehmen können. Nach dem Anziehen der erforderlichen Tauchausrüstung steigt der Teilnehmer unter Aufsicht und enger Begleitung des Tauchlehrers ins Wasser. Zuerst wird an der Wasseroberfläche das Atmen aus dem Drucklufttauchgerät geübt. In geringer Wassertiefe wird dann geübt, die Tauchermaske auszublasen, sowie den Atemregler aus dem Mund zu nehmen und wieder einzusetzen. Diese beiden Fähigkeiten sind für die Sicherheit der Teilnehmer essenziell. Danach werden entweder Spiele unter Wasser gemacht oder im seichten Wasser die Umgebung erkundet. Das Schnuppertauchen dauert normalerweise etwa zwei bis drei Stunden.

### Inhalte
Der Teilnehmer erlernt während des Schuppertauchens die minimal nötigen Sicherheitsrichtlinien- und -fähigkeiten, welche für das Tauchen unter der engen Begleitung eines Tauchlehrers vorausgesetzt werden. Das Schnuppertauchen beinhaltet deshalb:
- Einführung in die Tauchausrüstung, die während des Schnuppertauchens verwendet wird, und wie man sich damit unter Wasser bewegen kann.
- Atmen unter Wasser aus einem Drucklufttauchgerät und wie man ein Barotrauma vermeiden kann.
- Erlernen der grundlegendsten Fertigkeiten, die bei jedem Tauchgang angewendet werden müssen.
- Erkunden einer ungefährlichen Umgebung, die den Teilnehmern und den lokalen Gegebenheiten angemessen ist.
- Informationen darüber, wie man sich in eine Grundtauchausbildung (z. B. OWD) einschreiben und zu einem zertifizierten Sporttaucher werden kann.

### Ort des Schnuppertauchens
Meist findet das Schnuppertauchen in einem Schwimmbecken statt. Es ist aber auch möglich, es an einer seichten und sicheren Stelle in einem See oder dem Meer zu veranstalten. Je nach Angebot findet nach dem ersten Tauchgang im Schwimmbecken ein zweiter oder mehrere weitere flache Schnuppertauchgänge im See oder Meer statt.

### Nach dem Schnuppertauchen
Direkt nach dem Schnuppertauchen sollten die Teilnehmer keine Flugreisen unternehmen oder in größere Höhe (mehr als 400 Meter über dem Ort des Schnuppertauchens). Abhängig von der Dauer und Tiefe des Tauchgangs kann erst 8 bis 24 Stunden nach dem Schuppertauchen wieder geflogen oder in größere Höhe aufgestiegen werden. Wird diese Zeit unterschritten, droht das Risiko einer Dekompressionskrankheit, welche tödlich enden kann.
Das Fliegen oder erklimmen großer Höhen unmittelbar vor dem Tauchen stellt dagegen kein Problem dar.

## Voraussetzungen

Ausbildungssystem der CMAS

Die meisten Tauchschulen verlangen, dass die Teilnehmer von dem Schnuppertauchen ihre Tauchtauglichkeit durch ein ärztliches Attest nachweisen. Alternativ kann auch ein Formular verwendet werden, mit dem der Teilnehmer eine Eigenbeurteilung seines Gesundheitszustands abgibt und bestätigt.
Ab einem Alter von 8 Jahren ist es möglich, an einem Schnuppertauchen teilzunehmen. Einige Anbieter verlangen jedoch ein höheres Alter. Der Teilnehmer sollte fähig sein, ohne eine Auftriebshilfe eine Strecke von mindestens 25 Meter zu schwimmen.

## Schnuppertauch-Programme

Das SSI-Ausbildungssystem

Die internationale Norm ISO 11121. standardisiert die Anforderungen an das Schnuppertauchen. Die Norm nennt das Schnuppertauchen „Introductory Training Programm“ (wörtlich aus dem Englischen übersetzt „Einführungs-Ausbildungs-Programm“) Trotz der Normierung unterscheiden sich die Inhalte teilweise je nach Anbieter und dessen Zugehörigkeit zu einer Tauchorganisation. Die folgenden Programme sind gemäß ISO 11121 aufgebaut:
CMAS Introductory Scuba Experience (ISE):
Die Teilnehmer sollten mindestens 14 Jahre alt sein und schwimmen können. Die Introductory Scuba Experience beinhaltet eine Theorielektion, einen Schwimmbecken-Tauchgang, bei dem mehrere Tauchfertigkeiten geübt werden und ein Freiwassertauchgag bis zu einer Tiefe von maximal 10 Metern.
NAUI Try Scuba / Passport Diver (TS/PD):
Teilnehmer müssen mindestens 10 Jahre alt sein. Es ist jedoch ab einem Alter von 8 Jahren möglich, am Schwimmbecken-Tauchgang teilzunehmen. Das Try Scuba-Programm beinhaltet eine Theorielektion und einen Schwimmbecken-Tauchgang bei dem mehrere Tauchfertigkeiten geübt werden, sowie einen oder mehrere Freiwassertauchgänge. Für den ersten Freiwassertauchgag wird empfohlen, nicht tiefer als 6 Meter zu tauchen. Für weitere Tauchgänge gilt ein Limit von 12 Meter Tauchtiefe. Teilnehmer, die zwei Freiwassertauchgänge absolviert haben, bekommen eine NAUI Passport Diver-Bescheinigung, welche es ermöglicht, später an weiteren Schnuppertauchgängen im Freiwasser in Begleitung eines NAUI Instructors teilzunehmen, ohne den Schwimmbecken-Tauchgang zu wiederholen.
NAUI Tandem Diver (TD):
Das Tandem Diver-Programm ist eine Alternative zum NAUI Try Scuba und unterscheidet sich im Wesentlichen durch die Einzelbetreuung des Teilnehmers sowie die das Fehlen der Möglichkeiten, welche der NAUI Passport Diver bietet.
PADI Discover Scuba Diving (DSD):
Teilnehmer sollten mindestens 10 Jahre alt sein und schwimmen können. Das Discover Scuba Diving-Programm beinhaltet eine Theorielektion und einen Schwimmbecken-Tauchgang, bei dem mehrere Tauchfertigkeiten geübt werden sowie einen oder mehrere Freiwassertauchgänge. Die maximal zulässige Tauchtiefe für die Freiwassertauchgänge beträgt 12 Meter. Das PADI Discover Scuba Diving umfasst die theoretischen Inhalte und Tauchfertigkeiten, welche in der ersten Lektion des PADI Open Water Diver-Kurses enthalten sind. Deshalb ist das PADI Discover Scuba Diving für ein Jahr lang an einen PADI Open Water Diver-Kurs anrechenbar, was das Entfallen des ersten Schwimmbecken-Tauchgangs bedeutet.
PADI Bubblemaker:
Das Bubblemaker-Programm ist ein Schnuppertauchen im Schwimmbecken für Kinder ab 8 Jahren. Die Teilnehmer werden spielerisch durch einen Tauchlehrer ans Gerätetauchen herangeführt. Die maximal erlaubte Tauchtiefe beträgt 2 Meter.
SSI Try Scuba (TS):
Die Teilnehmer müssen mindestens 8 Jahre alt sein. Das Try Scuba findet in einem Schwimmbecken statt und beinhaltet neben dem Tauchgang, eine Theorielektion. Es darf maximal in eine Tiefe von 5 Meter getaucht werden.
SSI Try Scuba Diving (TSD):
Die Teilnehmer müssen mindestens 10 Jahre alt sein. Das SSI Try Scuba Diving ist ähnlich aufgebaut wie das Try Scuba-Programm. Der wesentliche Unterschied besteht darin, dass es einen Freiwassertauchgang enthält und an eine spätere SSI Open Water Diver-Ausbildung angerechnet werden kann. Für den Freiwassertauchgang besteht ein Tiefeinlimit von 12 Meter.

### Weitere Arten von Schnuppertauchen
Es gibt auch Programme für bereits ausgebildete Taucher, welche auch als Schnuppertauchen bezeichnet werden. Darunter fallen z. B. Programme, welche einem erfahrenen Taucher das Ausprobieren des Technischen Tauchens, Rebreather -Tauchen oder Höhlentauchens ermöglichen.